# Bill Yancey
Bill Yancey (Kansas City, 1933 – Gresham, 21 gennaio 2004) è stato un contrabbassista statunitense.

## Biografia
Trasferitosi con la sua famiglia a otto anni a Chicago, iniziò a suonare il basso tuba per poi optare per il contrabbasso.
Yancey si guadagnò ben presto una reputazione a livello locale, suonando nei jazz club della città.
Dopo pochi anni ebbe l'occasione di entrare nella band che accompagnò Ella Fitzgerald in tournée in Giappone ed in Europa, lo stesso avvenne con il grande Duke Ellington.
Nel corso della sua lunga carriera, Yancey suonò ed incise per; il trio vocale, Lambert, Hendricks & Ross, e tra gli altri Eddie Harris, John Young, Pony Poindexter, George Shearing, Jack McDuff.